# Roncal
Roncal (spanska) eller Erronkari (baskiska), officiellt Roncal/Erronkari, är en kommun i Spanien.   Den ligger i provinsen och regionen Navarra, i den nordöstra delen av landet, 300 km nordost om huvudstaden Madrid. Antalet invånare är 250.